# Pabllo Vittar
Phabullo Rodrigues da Silva connu sous le nom de Pabllo Vittar, né le 1er novembre 1993 à São Luís, (Brésil), est un chanteur, compositeur et drag queen brésilien. 
En 2015, il devient célèbre dans les médias en raison du succès de son clip Open Bar, une version en langue portugaise de la chanson Lean On de Major Lazer avec les paroles originales, produite par Bonde do Rolê et Omulu. En moins de quatre mois, la vidéo est visionnée un million de fois sur YouTube.

## Biographie
Né d'une mère célibataire, Pabllo n'a jamais connu son père, parti avant sa naissance. Il passe son enfance dans l'État de Maranhão, d'abord à Santa Inês puis à Santa Isabel do Pará. Prenant des cours de danse classique, il explique plus tard avoir été victime de brimades à l'école.
À l'adolescence, il emménage à Caxias où il chante dans des fêtes et dans le chœur d'une Église presbytérienne,. À l'âge de 16 ans, il s'installe à Indaiatuba pour tenter de démarrer une carrière artistique mais finit par travailler dans des fast-foods pour subvenir à ses besoins,. C'est à cette époque qu'il fait son coming out à sa mère. Fin 2011, il lance une chaîne YouTube sur laquelle il poste des reprises de morceaux célèbres.
Pabllo Vittar découvre l'univers des drag queen à l'âge de 17 ans, alors qu'il distribue des tracts devant une boîte de nuit d'Uberlândia. Peu après, il achète un crayon, un rouge à lèvres et sa première perruque bon marché et participe à quelques concours de beauté avant de se tourner vers la musique. Il se produit pour ses débuts dans la boîte de nuit Belgrano située à Uberlândia.
Il entre finalement, par le biais des réseaux sociaux, dans le groupe Bonde do Rolê, Pedro d'Eyrot, membre du groupe, ayant montré les vidéos de Pabllo au producteur Rodrigo Gorky, lui aussi membre du groupe. Il enregistre alors une version en langue portugaise de la chanson Lean On de Major Lazer intitulée Open Bar, produite par Bonde do Rolê et Omulu. En moins de quatre mois, la vidéo est vue un million de fois sur YouTube. Peu après, il sort son premier extended play contenant quatre autres titres qui sont des reprises en portugais de chansons anglophones. Cependant, Pabllo Vittar n'ayant pas les autorisations nécessaires pour reprendre ces titres à des fins commerciales, l'EP est supprimé des plateformes de téléchargement numériques pour violation des droits d'auteur. À la suite de ce succès, il est invité à rejoindre le casting de l'émission Amor & Sexo  en 2016 mais y reste peu de temps, décidé à se concentrer sur sa carrière musicale.
En janvier 2017, Pabllo Vittar publie son premier album, Vai Passar Mal dont la chanson Nêga est le premier single. Le deuxième single, Everyday Day, en collaboration avec Rico Dalasam, est utilisée lors du Carnaval du Brésil, ce qui lui offre la possibilité de se produire au Carnaval de Salvador.
Pabllo Vittar apparait par la suite dans des chansons d'artistes internationaux comme Sua Cara de Major Lazer, avec la chanteuse brésilienne Anitta. Le chanteur apparaît également sur I Got It, extrait de la deuxième mixtape de Charli XCX, Pop 2. En 2017, il est la personnalité la plus recherchée sur le moteur de recherche Google Brésil.

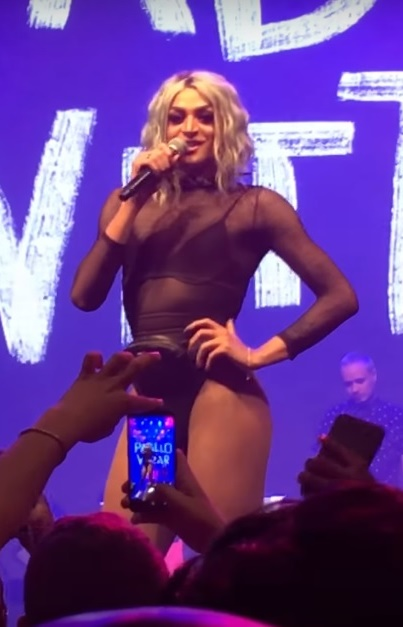
Pabllo Vittar lors du Vai Passar Mal Tour en 2018.

En janvier 2018, il publie un documentaire sur sa vie et sa carrière sur Apple Music ainsi qu'un EP de trois chansons en version live. Le 4 octobre sort son second album, Não Para Não, certifié disque d'or tandis que toutes les chansons de l'album entrent dans le Top 50 des chansons les plus écoutées sur Spotify lors de sa sortie. Il entame une tournée le 1er novembre pour promouvoir son album. Le 7, il publie la chanson Highlight, qui sert de bande-son originale à la série animée de Netflix, Super Drags dans laquelle il double aussi le personnage de Goldiva. La série est finalement annulée au bout de cinq épisodes.
Le 13 et 14 avril 2019, il participe pour la première fois au festival Coachella aux États-Unis, en duo avec Major Lazer. Le même mois, il annonce la publication de 111, son troisième album pour le 1er novembre suivant, un album qui sera trilingue (portugais, espagnol et anglais). 
En juin 2021, Pabllo Vittar annonce la sortie de son quatrième album Batidão Tropical. L'album est rythmé par des sonorités de Forró et de Tecno-brega typique du Nord et Nord-Est brésilien. Il comprend 6 reprises de groupes locaux. Le premier single est Ama Sofre Chora. 

## Vie privée

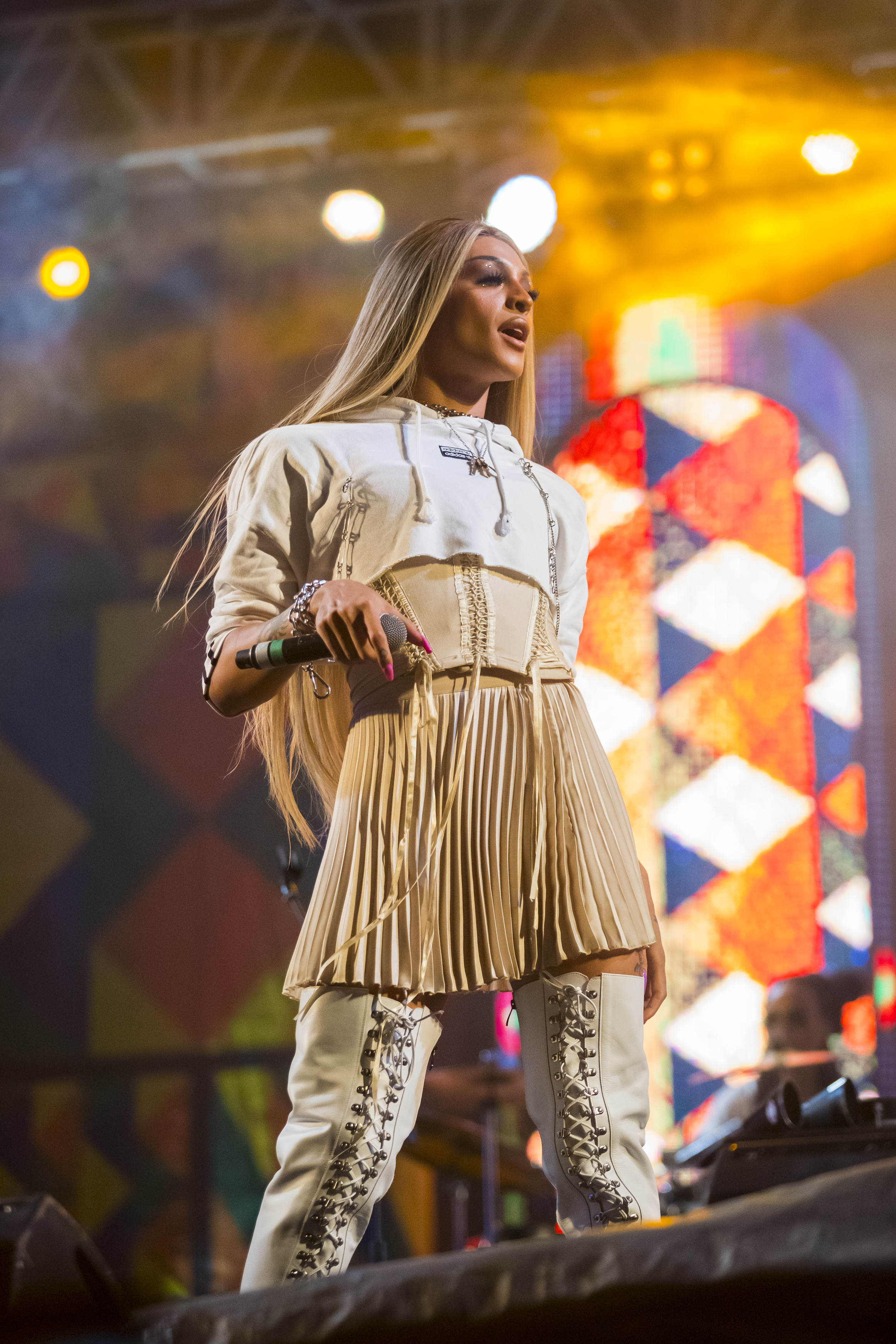
Pabllo Vittar lors du Festival Sensacional à Belo Horizonte en février 2020.

Considéré comme une icône LGBT dans son pays, il est cité comme un « emblème pour les non-binaires » par The New York Times et comme un « symbole de résistance » par The Guardian

## Discographie

### Albums studios
| Année | Albums           |
| ----- | ---------------- |
| 2017  | Vai Passar Mal   |
| 2018  | Não Para Não     |
| 2020  | 111              |
| 2021  | Batidão Tropical |

### Album remix

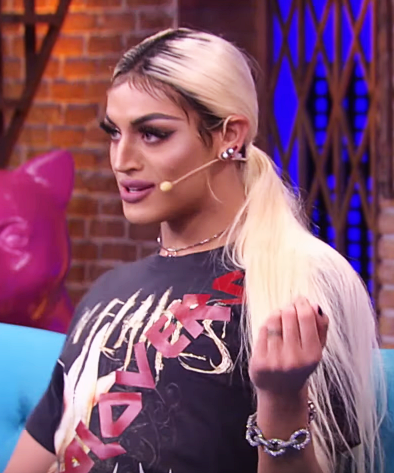
Pabllo Vittar en 2017.

| Année | Album                   |
| ----- | ----------------------- |
| 2017  | Vai Passar Mal: Remixes |
| 2019  | NPN Remixes             |
| 2020  | 111 Deluxe              |

### EP's
| Année | Extended Play's                |
| ----- | ------------------------------ |
| 2015  | Open Bar EP                    |
| 2018  | Up Next Session: Pabllo Vittar |
| 2018  | Disk Me: Remixes               |
| 2019  | Buzina: Remixes                |
| 2019  | 111 1                          |

### Singles
| Année | Singles                                   | Album            |
| ----- | ----------------------------------------- | ---------------- |
| 2015  | Open Bar                                  | Open Bar EP      |
| 2016  | Minaj                                     | Open Bar EP      |
| 2016  | Amante                                    | Open Bar EP      |
| 2016  | Nêga                                      | Vai Passar Mal   |
| 2017  | Todo Dia (featuring Rico Dalasam)         | Vai Passar Mal   |
| 2017  | K.O.                                      | Vai Passar Mal   |
| 2017  | Corpo Sensual (featuring Mateus Carrilho) | Vai Passar Mal   |
| 2018  | Então Vai (featuring Diplo)               | Vai Passar Mal   |
| 2018  | Indestrutível                             | Vai Passar Mal   |
| 2018  | Problema Seu                              | Não Para Não     |
| 2018  | Disk Me                                   | Não Para Não     |
| 2019  | Seu Crime                                 | Não Para Não     |
| 2019  | Buzina                                    | Não Para Não     |
| 2019  | Flash Pose (featuring Charli XCX)         | 111              |
| 2019  | Parabéns (featuring Psrico)               | 111              |
| 2019  | Amor de Que                               | 111              |
| 2020  | Clima Quente (featuring Jerry Smith)      | 111              |
| 2020  | Timida (featuring Thalia)                 | 111              |
| 2020  | Bandida (featuring Pocah)                 | 111 Deluxe       |
| 2021  | Ama Sofre Chora                           | Batidão Tropical |
| 2021  | Triste com T                              | Batidão Tropical |

### Enfeaturing
| Année | Singles                                                           | Album          |
| ----- | ----------------------------------------------------------------- | -------------- |
| 2017  | Tome Curtindo (Lia Clark featuring Pabllo Vittar) (Brabo Remix)   | N/A            |
| 2017  | Sua Cara (Major Lazer featuring Anitta & Pabllo Vittar)           | Know No Better |
| 2017  | Decote (Preta Gil featuring Pabllo Vittar)                        | Todas as Cores |
| 2017  | I Got It (avec Charli XCX, Brooke Candy et CupcakKe)              | Pop 2          |
|       | Feito Furacão                                                     | Não Nega       |
| 2018  | Joga Bunda (Aretuza Lovi featuring Pabllo Vittar & Gloria Groove) | Mercadinho     |
| 2018  | Eu Te Avisei (Alice Caymmi featuring Pabllo Vittar)               | Alice          |
| 2018  | Não Esqueço (Niara featuring Pabllo Vittar)                       | N/A            |
| 2018  | Come e Baza (Titica featuring Pabllo Vittar) (Remix)              | N/A            |
| 2018  | Energia (Parte 2) (Sofi Tukker featuring Pabllo Vittar)           | N/A            |
| 2018  | Caliente (Lali featuring Pabllo Vittar)                           | Brava          |
| 2019  | Shake It (avec Charli XCX, Big Freedia, CupcakKe et Brooke Candy) | Charli         |
| 2020  | Garupa (Luísa Sonza featuring Pabllo Vittar)                      | Pandora        |
| 2020  | AmarElo (Emicida featuring Majur et Pabllo Vittar)                | AmarElo        |
| 2021  | Modo Turbo (Luísa Sonza featuring Anitta et Pabllo Vittar)        | Doce 22        |
| 2024  | Alibi (Sevzalida & Yseult)                                        |                |

## Filmographie

### Films
| Année | Titre          | Rôle     |
| ----- | -------------- | -------- |
| 2017  | Oitavo         | Lui-même |
| 2018  | Crô em Família | Lui-même |

### Télévision
| Année     | Titre                   | Rôle         |
| --------- | ----------------------- | ------------ |
| 2016-2017 | Amor & Sexo             | Lui-même     |
| 2017      | A Força do Querer       | Lui-même     |
| 2017      | Vai que Cola            | Lui-même     |
| 2018      | Prazer, Pabllo Vittar   | Lui-même     |
| 2018      | O Outro Lado do Paraíso | Lui-même     |
| 2018      | Super Drags             | Goldiva      |
| 2019      | Queen of Drags          | Juge invitée |
| 2020-     | Soltos em Floripa       | Lui-même     |
| 2021      | Queen Stars             | Présentateur |

### Web
| Année     | Titre                  | Rôle     |
| --------- | ---------------------- | -------- |
| 2016-2017 | Vlog da Pabllo         | Lui-même |
| 2018      | Up Next: Pabllo Vittar | Lui-même |

## Tournées
- 2015-2016 : Open Bar Tour
- 2017-2018 : Vai Passar Mal Tour
- 2018-2019 : Não Para Não Tour
- 2019-2020 : 111 Tour
- 2022 : North America & Europe Tour